# Jakob Bookjans
Jakob Bookjans (* 21. Juli 2000) ist ein deutscher Fußballspieler.

## Karriere
Nach seinen Anfängen in der Jugendabteilung des SV Hansa Friesoythe und des SV Meppen wechselte Bookjans im Sommer 2018 in die Jugendabteilung des JFV Nordwest, dem gemeinsamen Jugendförderverein der Vereine VfL und VfB Oldenburg. Im Sommer 2019 wurde er in den Kader der ersten Mannschaft des VfB in der Regionalliga Nord aufgenommen. Nach sechs Ligaspielen wechselte er im Sommer 2021 an die Loyola University Chicago, um dort zu studieren und College Soccer zu spielen. Nach fünf Ligaspielen kehrte er im Winter 2022 zurück nach Oldenburg. Am Ende der Spielzeit 2021/22 gelang Bookjans mit seiner Mannschaft der Aufstieg in die 3. Liga, da er sich mit seinem Verein in den Aufstiegsspielen gegen den Meister der Regionalliga Nordost BFC Dynamo durchsetzte. In der anschließenden Drittliga-Saison 2022/23 gab er daraufhin sein Profiliga-Debüt und kam in insgesamt 24 Drittligapartien zum Einsatz, davon vier von Anfang an. Am Saisonende stieg er jedoch mit der Mannschaft wieder in die Regionalliga ab, woraufhin er den Verein verließ. 
Im Juli 2023 schloss sich Bookjans der zweiten Mannschaft von Eintracht Frankfurt in der Regionalliga Südwest an. Dort konnte er sich als Stammspieler im offensiven Mittelfeld etablieren und erzielte in seiner ersten Saison 2023/24 in insgesamt 29 Einsätzen neun Tore und bereitete sieben weitere vor.
Zur Saison 2024/25 wechselte Bookjans zum MSV Duisburg in die Regionalliga West.

## Erfolge
VfB Oldenburg
- Meister der Regionalliga Nord und Aufstieg in die 3. Liga: 2021/22

MSV Duisburg
- Meister der Regionalliga West und Aufstieg in die 3. Liga: 2024/25